# Андреа Парелуца
Андреа Марія Парелуца (рум. Andreea Maria Părăluță; нар. 27 листопада 1994 року, Тирговіште) — румунська футболістка, воротарка іспанського клубу «Леванте» та збірної Румунії.

## Кар'єра

### Клуби
Футбольну кар'єру Андреа Марія Парелуца почала в 14 років у складі «Тирговіште». В 2010 році вона перейшла до клубу першої ліги «Тиргу-Муреш». В офіційних матчах дебютувала 17 серпня 2010 року в грі з «Жювізі» в Лізі чемпіонів.
У 2016—2018 роках виступала за іспанський «Атлетіко». А у 2018 році перейшла до Леванте, який також грає у першій іспанській лізі.

### Національна збірна
У складі збірної Румунії Андреа Марія Парелуца дебютувала 27 жовтня 2011 року у грі з Туреччиною, коли вона вийшла на заміну Мірели Ганею на 64-й хвилині матчу.

## Досягнення
Тиргу-Муреш:
- Чемпіонка Румунії: 2013/14, 2014/15
- Володарка Кубка Румунії: 2013/14, 2014/15

- «Найкраща молода воротарка» у «Помул де Крейчюн аль Центрулу де Копіі і Юніорі» (19 грудня 2011 року)[4].
- Найкраща футболістка Румунії (2015)[5].